# Almoçageme

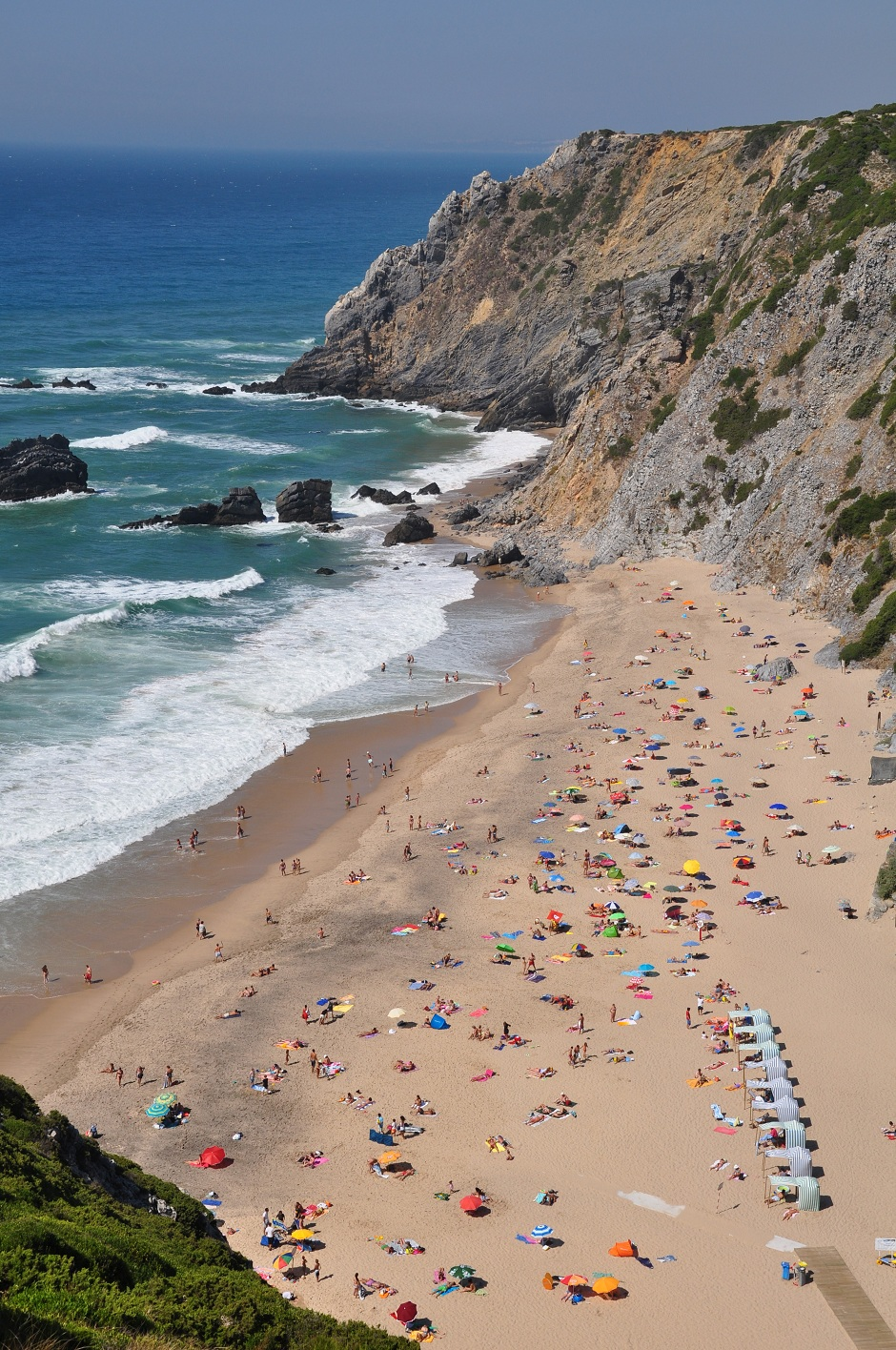
Praia da Adraga

Almoçageme é uma aldeia do distrito de Lisboa, município de Sintra, freguesia de Colares, situada na encosta noroeste da Serra de Sintra.
O topónimo Almoçageme é de origem árabe. Uma possível raiz é "al-Masjid" ou "al-Mesijide", que significa "a mesquita", embora não existam referências a alguma mesquita antiga no local. As festividades em honra de Nossa Senhora da Graça realizam-se na aldeia em outubro.
Há ruínas de uma “villa” romana, datada do século II a.C.. Foram escavadas em 1905 para a construção da Estrada do Rodizio, que liga Almoçageme à Praia Grande. Achados arqueológicos das escavações da villa romana de Santo André de Almoçageme estão no museu arqueológico de São Miguel de Odrinhas.
Almoçageme tem no seu território a praia da Adraga.